# Ovsište
Ovsište (en serbe cyrillique : Овсиште) est un village de Serbie situé dans la municipalité de Topola, district de Šumadija. Au recensement de 2011, il comptait 529 habitants.

## Démographie
| 1948  | 1953  | 1961  | 1971 | 1981 | 1991 | 2002 | 2011 |
| ----- | ----- | ----- | ---- | ---- | ---- | ---- | ---- |
| 1 196 | 1 180 | 1 080 | 969  | 912  | 797  | 630  | 529  |

|  |

## Personnalité
L'écrivain et satiriste Radoje Domanović est né dans le village en 1873.